# Романова, Ксения Андреевна
Ксения Андреевна Романова (10 марта 1919, Париж — 22 октября 2000, Руффиньяк) — старшая дочь князя Андрея Александровича и княгини Елизаветы Фабрициевны, урождённой Сассо-Руффо. Праправнучка императора Николая I и правнучка императора Александра III. Внучка великого князя Александра Михайловича и великой княгини Ксении Александровны.

## Биография
Княгиня Ксения Андреевна Романова родилась 10 марта 1919 года в Париже. Она была первым ребёнком в семье князя Андрея Александровича и княгини Елизаветы Фабрициевны, урождённой герцогини Сассо-Руффо, княгини Сан-Антимо (1886—1940). Её родители поженились в июне 1918 года в Крыму, в домовой церкви Ай-Тодора. В декабре 1918 года князь Андрей Александрович с отцом и беременной супругой покинул Россию на борту британского корабля. У Ксении Андреевна были два младших брата: Михаил Андреевич (1920—2008) и Андрей Андреевич (1923—2021), а также сводная сестра Ольга Андреевна (р. 1950).
Ксения Андреевна получила частное домашнее образование и часть своего детства провела в доме своей бабушки великой княгини Ксении Александровны в Виндзоре. В 1936 году, после смерти короля Георга V она вместе с семьёй переехала в новых дом Ксении Александровны в Хэмптон Корте, который был предоставлен великой княгине королём Эдуардом VIII.
Ксения Андреевна вместе с братьями получила традиционное домашнее образование, характерное для Дома Романовых. В семье Андрея Александровича все говорили только на русском языке. В 1938 году Ксения Андреевна поступила в Лондонскую балетную школу, однако из-за начала II мировой войны закончить обучение ей не удалось. Во время II мировой войны работала медсестрой в больнице, а затем в качестве добровольца в русском благотворительном обществе для бедных. В 1940 году мать Ксении Андреевны умерла от рака в Хэмптом-Корте. В 1942 году князь Андрей Александрович женился на англичанке Надин Сильвие Аде Макдугалл (1908—2000).
В 1945 году Ксения Андреевна вместе с первым мужем переехала в Германию, где её супруг был помощником генерала Омара Брэдли. Позже они переехали в США. В 1970 году Ксения Андреевна вместе со вторым мужем переехала в Руффиньяк, Франция, где прожила всю оставшуюся жизнь. В 1979 году она стала членом Объединения членов рода Романовых, одним из основателем которого был её отец. В 1998 году Ксения Андреевна вместе с другими представителями рода Романовых участвовала в церемонии перезахоронения останков императора Николая II, членов его семьи и слуг в Петропавловском соборе Санкт-Петербурга.

## Брак
17 июня 1945 года в Лондоне вышла замуж за американского лётчика Кальхона Анкрума (1915—1990), отец которого был полковником корпуса морской пехоты США. Развелись в 1954 году. 7 апреля 1958 года в Тегеране вышла замуж за Джеффери Туфа (1908—1998), начальника отдела охраны психологического здоровья в министерстве здравоохранения Великобритании и члена консультативной группы экспертов ВОЗ. Его первая жена княгиня Ольга Голицына умерла в 1955 году. Джеффери Туф умер в 1998 году в Руффиньяке. Детей от обоих браков не было.

## Смерть
Княгиня Ксения Андреевна умерла 22 октября 2000 года в Руффиньяке. Похоронена рядом с мужем.

## Титул
Ксения Андреевна Романова титуловалась княгиней крови императорской, однако это не признавалось ветвью «кирилловичи» рода Романовых